# Sergio Martini
Sergio Martini (Lizzanella, 29 luglio 1949) è un alpinista italiano.
È stato il settimo uomo al mondo e il secondo italiano dopo Reinhold Messner ad aver scalato tutte le quattordici vette superiori agli 8000 metri s.l.m. (nel periodo 1976-2000).
Alcuni non considerano valida la sua prima scalata del Lhotse svolta nel 1998 con Fausto De Stefani (nella quale non avrebbe raggiunto la cima). Martini ha effettuato una nuova scalata del Lhotse nel 2000; De Stefani non lo ha fatto, non vedendosi convalidare il compimento di tutte le quattordici cime.

## Biografia
A soli 17 anni, nel 1966, sale lo spigolo nord del Monte Agner (nella Valle Agordina). A 19 anni sale come capo cordata il pilastro Luigi Micheluzzi della Marmolada. Dopo l'apertura di alcune nuove vie sulle pareti dolomitiche, tra il 1971 e 1972 arriva la prima esperienza fuori dall'Europa, sul Fitz Roy in Patagonia. Ottenuto il diploma ISEF, ha lavorato come insegnante di educazione fisica nella scuola media, continuando parallelamente l'attività di alpinista.
Nel 1976 incontra le prime vette Himalayane. Nel 1983 scala il K2 dallo spigolo nord, in compagnia dell'amico Fausto De Stefani. Nel 1985 scala il Makalu, passando per la parete nord ovest. L'anno seguente conquista il Nanga Parbat lungo la via Kinshofer e l'Annapurna I. Il 1987 è l'anno del Gasherbrum II, mentre nel 1988, con soli 12 giorni di distanza tra le due scalate, raggiunge lo Shisha Pangma e il Cho Oyu. Nel 1989 scala il Dhaulagiri I.
Dopo quattro anni raggiunge la cima del Broad Peak. Con l'Everest, raggiunto nel 2000 passando per il versante nepalese, Martini conclude tutti i quattordici ottomila.
Sergio Martini è accademico del CAI, istruttore nazionale di alpinismo e sci-alpinismo, e membro del Gruppo di Alta montagna francese.